# Ovidiu Ionescu
Ovidiu-George Ionescu (* 28. Juni 1989 in Buzău) ist ein rumänischer Tischtennisspieler. 2018 wurde er Vize-Europameister im Einzel, 2019 Vize-Weltmeister im Doppel mit Álvaro Robles. Er spielt in der Tischtennis-Bundesliga beim Post SV Mühlhausen.

## Karriere
Den Topspinspieler Ionescu zog es wegen der Trainingsbedingungen und der Möglichkeit zu sportlicher Weiterentwicklung früh nach Deutschland. Zuvor sammelte er als Schüler und Jugendlicher bei seinem Heimatverein CSM Buzău und bereits international für sein Land Lorbeeren, so bei einer Schüler-Europameisterschaft.
2005 schloss er sich dem Regionalligaverein TSG 1845 Heilbronn an. Ein Jahr später wechselte er zu Ochsenhausen in Verbands- und später Oberliga. Seit 2008 spielte er in der Zweiten Bundesliga, in der Saison 2008/09 beim TSV Gräfelfing, danach bis 2012 beim TTC Weinheim.
Mit dem Zweitbundesligisten Union Velbert erreichte er das Viertelfinale des DTTB-Tischtennis-Pokals 2012. Hier besiegte er Torben Wosik (SV Plüderhausen) und im Halbfinale Patrick Franziska vom Endspielteilnehmer TTC Maberzell. 2013 wechselte er zum Bundesligaaufsteiger TTC Hagen, für den er 2014/15 eine Bilanz von 10:11 erspielte, 2015 zu Post SV Mühlhausen, wo er inzwischen bis 2020 verlängerte. Im Lauf der nächsten Saison steigerte er sich weiter, sodass er seine Bilanz auf 16:11 verbessern und im März 2016 nach der Weltmeisterschaft erstmals in die Top 100 der Weltrangliste vorstoßen konnte. Dadurch wurde er zugleich zum ersten Mal der bestplatzierte rumänische Spieler vor Adrian Crișan. Er qualifizierte sich für die Olympischen Spiele in Rio de Janeiro und erreichte dort einen Platz unter den letzten 32. Bei der Europameisterschaft 2018 besiegte er, an Position 25 gesetzt, unter anderem den amtierenden Meister Emmanuel Lebesson und belegte am Ende überraschend den zweiten Platz. Ab 2018 bildete er ein Doppel mit dem Spanier Álvaro Robles; zusammen gewannen sie Silber bei den China Open, nachdem sie unter anderem das Doppel Ma Long/Xu Xin ausgeschaltet hatten, und bei der WM 2019 nach einer Finalniederlage gegen Ma Long/Wang Chuqin. Mit Mühlhausen spielte Ionescu 2018/19 auch in der Champions League, wo das Viertelfinale erreicht wurde und nur knapp gegen KNT UGMK verloren ging.

## Turnierergebnisse
| Verband | Veranstaltung       | Jahr | Ort            | Land | Einzel        | Doppel        | Mixed     | Team          |
| ------- | ------------------- | ---- | -------------- | ---- | ------------- | ------------- | --------- | ------------- |
| ROU     | Europameisterschaft | 2012 | Herning        | DEN  | letzte 64     |               |           |               |
| ROU     | Olympische Spiele   | 2016 | Rio de Janeiro | BRA  | letzte 32     |               |           |               |
| ROU     | Pro Tour            | 2013 | Stockholm      | SWE  | letzte 64     | letzte 16     |           |               |
| ROU     | Pro Tour            | 2013 | Olomouc        | CZE  | letzte 64     | Viertelfinale |           |               |
| ROU     | Pro Tour            | 2013 | Wels           | AUT  | letzte 64     | letzte 16     |           |               |
| ROU     | Pro Tour            | 2012 | Bremen         | GER  |               | Halbfinale    |           |               |
| ROU     | Pro Tour            | 2012 | Budapest       | HUN  | letzte 64     |               |           |               |
| ROU     | Pro Tour            | 2011 | Sheffield      | ENG  | letzte 64     |               |           |               |
| ROU     | Pro Tour            | 2010 | New Delhi      | IND  | letzte 32     | Viertelfinale |           |               |
| ROU     | Pro Tour            | 2010 | Kuwait City    | KUW  | letzte 64     |               |           |               |
| ROU     | Pro Tour            | 2010 | Velenje        | SVN  | letzte 64     |               |           |               |
| ROU     | Pro Tour            | 2009 | Doha           | QAT  | letzte 64     |               |           |               |
| ROU     | Weltmeisterschaft   | 2023 | Durban         | RSA  | letzte 128    | letzte 16     | letzte 32 |               |
| ROU     | Weltmeisterschaft   | 2022 | Chengdu        | CHN  |               |               |           | 17.–21. Platz |
| ROU     | Weltmeisterschaft   | 2021 | Houston        | USA  | letzte 128    | letzte 16     | letzte 16 |               |
| ROU     | Weltmeisterschaft   | 2019 | Budapest       | HUN  | letzte 128    | Silber        | letzte 16 |               |
| ROU     | Weltmeisterschaft   | 2018 | Halmstad       | SWE  |               |               |           | 15            |
| ROU     | Weltmeisterschaft   | 2017 | Düsseldorf     | GER  | letzte 32     | letzte 64     | letzte 32 |               |
| ROU     | Weltmeisterschaft   | 2016 | Kuala Lumpur   | MAS  |               |               |           | 17            |
| ROU     | Weltmeisterschaft   | 2015 | Suzhou         | CHN  | letzte 128    | letzte 64     | letzte 32 |               |
| ROU     | Weltmeisterschaft   | 2014 | Tokio          | JPN  |               |               |           | 21            |
| ROU     | Weltmeisterschaft   | 2013 | Paris          | FRA  | letzte 128    | letzte 64     | letzte 32 |               |
| ROU     | Weltmeisterschaft   | 2012 | Dortmund       | GER  |               |               |           | 26            |
| ROU     | Weltmeisterschaft   | 2011 | Rotterdam      | NED  | letzte 128    | letzte 64     | letzte 32 |               |
| ROU     | Weltmeisterschaft   | 2010 | Moskau         | RUS  |               |               |           | 22            |
| ROU     | Weltmeisterschaft   | 2008 | Guangzhou      | CHN  |               |               |           | 8             |
| ROU     | World Cup           | 2025 | Macau          | MAC  | 17.–32. Platz |               |           |               |